# Frontière ouverte
 (janvier 2024).
La mise en forme du texte ne suit pas les recommandations de Wikipédia : il faut le « wikifier ».
Les points d'amélioration suivants sont les cas les plus fréquents. Le détail des points à revoir est peut-être précisé sur la page de discussion.
- Les titres sont pré-formatés par le logiciel. Ils ne sont ni en capitales, ni en gras.
- Le texte ne doit pas être écrit en capitales (les noms de famille non plus), ni en gras, ni en italique, ni en « petit »…
- Le gras n'est utilisé que pour surligner le titre de l'article dans l'introduction, une seule fois.
- L'italique est rarement utilisé : mots en langue étrangère, titres d'œuvres, noms de bateaux, etc.
- Les citations ne sont pas en italique mais en corps de texte normal. Elles sont entourées par des guillemets français : « et ».
- Les listes à puces sont à éviter, des paragraphes rédigés étant largement préférés. Les tableaux sont à réserver à la présentation de données structurées (résultats, etc.).
- Les appels de note de bas de page (petits chiffres en exposant, introduits par l'outil «  Source ») sont à placer entre la fin de phrase et le point final[comme ça].
- Les liens internes (vers d'autres articles de Wikipédia) sont à choisir avec parcimonie. Créez des liens vers des articles approfondissant le sujet. Les termes génériques sans rapport avec le sujet sont à éviter, ainsi que les répétitions de liens vers un même terme.
- Les liens externes sont à placer uniquement dans une section « Liens externes », à la fin de l'article. Ces liens sont à choisir avec parcimonie suivant les règles définies. Si un lien sert de source à l'article, son insertion dans le texte est à faire par les notes de bas de page.
- La présentation des références doit suivre les conventions bibliographiques. Il est recommandé d'utiliser les modèles {{Ouvrage}}, {{Chapitre}}, {{Article}}, {{Lien web}} et/ou {{Bibliographie}}. Le mode d'édition visuel peut mettre en forme automatiquement les références.
- Insérer une infobox (cadre d'informations à droite) n'est pas obligatoire pour parachever la mise en page.

Pour une aide détaillée, merci de consulter Aide:Wikification.
Si vous pensez que ces points ont été résolus, vous pouvez retirer ce bandeau et améliorer la mise en forme d'un autre article.
Une frontière ouverte est une frontière qui permet la libre circulation de personnes entre différentes juridictions avec des restrictions limitées ou nulles de déplacement, c'est-à-dire sans contrôle substantiel des frontières. Une frontière peut être une frontière ouverte en raison d'une législation intentionnelle (de jure), ou en raison de la non-application de lois encadrant le passage de la frontière (de facto). Dans le premier cas, on trouve par exemple l'Accord de Schengen entre la plupart des pays membres de l'Espace économique européen (AELE et UE). Le terme « frontières ouvertes » ne s'applique qu'aux flux de personnes, pas aux flux de biens et de services, et seulement aux frontières entre les juridictions politiques, et non aux simples limites de propriétés privées.
Les frontières ouvertes sont la norme pour les frontières entre les subdivisions à l'intérieur des frontières des États souverains. Les pays concernés maintiennent généralement des contrôles aux frontières extérieures par le biais d'un système collectif de contrôle des frontières. Toutefois certains pays maintiennent des contrôles aux frontières intérieures (par exemple entre la république populaire de Chine continentale et ses régions administratives spéciales de Hong Kong et de Macao, ou entre les États-Unis et les territoires non constitués de Guam, des îles Mariannes du Nord, des Samoa américaines).
Dans le passé, de nombreux États avaient ouvert leurs frontières internationales. De nombreux auteurs, tels que John Maynard Keynes, ont identifié le début du XXe siècle et en particulier la Première Guerre mondiale comme le moment où de tels contrôles sont devenus courants.
Le fait de pouvoir librement franchir les frontières ne permet pas pour autant l'installation dans un pays signataire. Ainsi dans l'espace Schengen, le délai de présence à l’étranger est limité à 90 jours.[pas clair] Au delà, il est nécessaire d'une part de s'enregistrer (auprès d'une mairie ou d'une autorité de police généralement) et d'autre part selon les législations locales le pays peut demander de pouvoir justifier de certains critères (soit être étudiant régulièrement inscrit, avoir un travail fixe, être retraité etc...).

## Autres types de frontière
- Une « frontière contrôlée » est une frontière qui permet la circulation des personnes entre différentes juridictions mais impose des restrictions, parfois importantes, à ce mouvement. Ce type de frontière peut exiger qu'une personne traversant cette frontière obtienne un visa ou, dans certains cas, peut autoriser une courte période de voyage sans visa dans la nouvelle juridiction. Une frontière contrôlée dispose toujours d'une méthode de documentation et d'enregistrement des mouvements de personnes à travers la frontière pour un suivi ultérieur et une vérification du respect des conditions associées au visa ou de toute autre condition de passage de la frontière. Une frontière contrôlée impose des limites à ce qu'une personne traversant la frontière peut faire dans la nouvelle juridiction, cela se manifeste généralement par des limitations en matière d'emploi et limite également la durée pendant laquelle la personne peut légalement rester dans la nouvelle juridiction. Une frontière contrôlée nécessite souvent un certain type de barrière, comme une rivière, un océan ou une clôture, pour garantir que les contrôles aux frontières ne soient pas contournés, de sorte que toute personne souhaitant traverser la frontière soit dirigée vers des points de passage frontaliers autorisés où toutes les conditions de passage de la frontière peuvent être respectées. correctement surveillé. Compte tenu du mouvement à grande échelle des personnes aujourd'hui pour le travail, les vacances, les études et d'autres raisons, une frontière contrôlée nécessite également des contrôles internes et des mesures de contrôle au sein de la juridiction pour garantir que toutes les personnes qui sont entrées dans la juridiction respectent effectivement les conditions de passage de la frontière et qu'ils ne dépassent pas leur séjour pour résider illégalement ou en tant que résident sans papiers. La plupart des frontières internationales sont, par intention législative, du type frontière contrôlée. Toutefois, lorsqu'il y a un manque de contrôle interne adéquat ou lorsque les frontières sont des frontières terrestres, la frontière n'est souvent contrôlée que sur une partie de la frontière, tandis que d'autres parties de la frontière peuvent rester ouvertes à un point tel qu'elles peuvent être considérées comme un frontière ouverte en raison du manque de surveillance et d’application de la loi.

- Une « frontière fermée » est une frontière qui empêche la circulation des personnes entre différentes juridictions avec des exceptions limitées ou inexistantes associées à ce mouvement. Ces frontières sont normalement dotées de clôtures ou de murs dans lesquels toutes les portes ou passages frontaliers sont fermés et si ces portes frontalières sont ouvertes, elles n'autorisent généralement la circulation des personnes que dans des circonstances exceptionnelles. L'exemple le plus célèbre de frontière fermée existante est peut-être la Zone démilitarisée entre la Corée du Nord et la Corée du Sud. Le Mur de Berlin aurait aussi pu être qualifié de frontière fermée.

### Liste des groupes d'États ayant des frontières communes ouvertes
| Accord                                                                                      | Depuis | Pays concernés | Carte | Notes |
| ------------------------------------------------------------------------------------------- | ------ | --- | ----- | --- |
| Espace Schengen et micro-États ayant déjà des frontières ouvertes avec leurs voisins        | 1995   | Autriche (1997) Allemagne Belgique Bulgarie (2024) Croatie (2023) Danemark (2001) Espagne Estonie (2007) Finlande (2001) France Gibraltar (2021) Grèce (2000) Hongrie (2007) Islande (2001) Italie (1997) Lettonie (2007) Liechtenstein (2008) Lituanie (2007) Luxembourg Malte (2007) Monaco Norvège (2001) Pays-Bas Pologne (2007) Portugal République Tchèque (2007) Roumanie (2024) Saint-Marin (1997) Slovaquie (2007) Slovénie (2007) Suède (2001) Suisse (2008) Vatican (1997) |       | Même non signataires, Monaco, Saint-Marin et la Cité du Vatican font de facto partie de l'espace Schengen du fait de leurs unions douanières antérieures avec un pays signataire, respectivement la France et l'Italie. Bien qu'entouré d'États membres, Andorre n'a pas signé de tel accord d'union douanière et, quoique très ponctuels, des contrôles peuvent subsister aux frontière avec la France et l'Espagne. |
| Union nordique des passeports                                                               | 1954   | Danemark Finlande Islande (1965) Norvège Suède |       | Depuis le 25 mars 2001, ces cinq États font également partie de l'espace Schengen, rendant caduque cette union. |
| Zone commune de voyage                                                                      | 1923   | Irlande Royaume-Uni |       | |
| Union de la Russie et de la Biélorussie                                                     | 1996   | Biélorussie Russie |       | La Biélorussie et Russie permettent le libre passage de leur frontière mais uniquement pour leurs citoyens. Les étrangers doivent impérativement utiliser l'avion et de fortes sanctions sont prévues si un non Biélorusse ou Russe est surpris à traverser la frontière terrestre. |
| Relations entre l'Inde et le Bhoutan et traité de paix et d'amitié entre l'Inde et le Népal | 1950   | Bhoutan Inde Népal |       | Il ne s'agit pas d'un traité en tant que tel mais d'un accord entre l'Inde et chacun de ses deux voisins, créant de facto cette zone. |
| Accord de libre circulation de l'Amérique centrale-4                                        | 2006   | El Salvador Guatemala Honduras Nicaragua |       | |
| Communauté andine                                                                           | 2007   | Bolivie Colombie Équateur Pérou |       | |
| Marché commun du Sud                                                                        | 1991   | Argentine Brésil Paraguay Uruguay |       | |
| Marché et l'économie uniques de la CARICOM                                                  | 2009   | Antigua-et-Barbuda Barbade Bélize Dominique Grenade Guyana Jamaïque Saint-Christophe-et-Niévès Sainte-Lucie Saint-Vincent-et-les-Grenadines Surinam Trinité-et-Tobago |       | |
| Conseil de coopération du Golfe                                                             | 1981   | Arabie saoudite Bahreïn Émirats arabes unis Koweït Oman Qatar |       | |
| Communauté d'Afrique de l'Est                                                               | 2001   | Burundi(2007) Kenya Rwanda(2007) République démocratique du Congo(2022) Soudan du Sud(2016) Tanzanie Ouganda Somalie(2023) |       | |
| Trans-Tasman Travel Arrangement                                                             | 1973   | Australie Nouvelle-Zélande |       | |

## Exemples de frontières fermées
- La Corée du Nord et Corée du Sud partagent une frontière militarisée, connue sous le nom de ligne de démarcation militaire, qui est en vigueur depuis la suspension de la guerre de Corée en juillet 1953). La bande de terre le long de la frontière comporte de nombreuses mines terrestres et des équipements de détection de mouvements.
- La frontière entre l'Arménie et l'Azerbaïdjan est complètement fermée en raison de l'état de guerre entre les deux pays à cause du conflit du Haut-Karabakh.
- La Turquie a fermé sa frontière terrestre avec l'Arménie en  avril 1993, par solidarité pour l'Azerbaïdjan dans le conflit du Haut-Karabakh. Cependant le voyage aérien reste possible.
- La frontière entre la Moldavie et l'Ukraine est fermée à tous au niveau de la Transnistrie depuis 2022.
- La frontière terrestre entre l'Algérie et le Maroc est complètement fermée depuis 1994.
- L'état de guerre civile en République centrafricaine a amené le Tchad à fermer toutes les frontières terrestres entre les deux pays.
- La frontière entre la Colombie et le Venezuela est partiellement fermée par le gouvernement du Venezuela
- La frontière entre Israël et le Liban est fermée en raison des hostilités entre Israël et le Liban.
- La Frontière entre Israël et la Syrie est fermée en raison des hostilités entre Israël et Syrie.
- La frontière entre la Biélorussie et la Russie est totalement fermée aux étrangers bien qu'elle soit totalement ouverte à leurs propres citoyens.
- Il y a peu d'utilisations des passages routiers vers la bande de Gaza, depuis Israël en raison des hostilités entre Israël et le Hamas qui contrôle la bande de Gaza et depuis l'Égypte, afin de empêcher la contrebande d’armes. Le passage avec l'Égypte et Israël est ouvert à certaines personnes pour des raisons humanitaires avec des restrictions. Certains Gazaouis entrent en Israël pour y travailler.